# Rundfunkchor Berlin
Der Rundfunkchor Berlin ist ein von der Rundfunk-Orchester und -Chöre gGmbH getragener gemischter Chor. Als einer der wenigen großen professionellen Chöre in Berlin, aber auch in Deutschland, ist er sowohl in Deutschland als auch in vielen anderen Staaten der Welt bekannt.

## Vorgeschichte
1925 wurde der Berliner Funkchor gegründet, der mit Dirigenten wie Selmar Meyrowitz, Max von Schillings, George Szell, Hermann Scherchen, Otto Klemperer und Erich Kleiber, dem Vater von Carlos Kleiber, zusammenarbeitete. Der Funkchor sang in Uraufführungen von Komponisten wie Heinrich Kaminski, Arthur Honegger, Hans Gál, Darius Milhaud, Hugo Kaun, Ernst Krenek, Josef Matthias Hauer und Kurt Weill.
Im Juni 1933 wurde der Chor unter der Leitung von Heinzkarl Weigl in Chor des Reichssenders Berlin umbenannt, der am 15. September 1943 aufgelöst wurde.
Im Mai 1945 wurde die Chorarbeit direkt nach dem Ende des Zweiten Weltkriegs wieder aufgenommen. Auf Wunsch des Berliner Rundfunks schloss dazu Helmut Koch die sechsundzwanzig qualifiziertesten Sänger verschiedener Berufschöre unter dem Namen Solistenvereinigung des Berliner Rundfunks zu einem festangestellten Berufschor zusammen. Im Juli 1948 gründete er außerdem den Großen Chor des Berliner Rundfunks. Mit der Aufnahme von Claudio Monteverdis Orfeo gewann der Chor 1945 den Grand Prix du Disque.
Mit Neugründung des Deutschlandsenders 1953 in der DDR ging die Solistenvereinigung in Trägerschaft des neuen Senders über.

## Jüngere Vergangenheit / Gegenwart
1973 wurden die beiden Chöre Berliner Solistenvereinigung und Großer Chor des Berliner Rundfunks zum Rundfunkchor Berlin vereinigt. Zu den Dirigenten zählten in der Folgezeit Kurt Masur, Otmar Suitner, Heinz Rögner und Wolf-Dieter Hauschild. Von 1982 bis 1993 übernahmen Dietrich Knothe und von 1994 bis 2001 Robin Gritton die Leitung des Chores.
Von 2001 bis 2015 war Simon Halsey Chefdirigent des Rundfunkchores. Er wurde am 30. Mai 2015 mit dem Cross-Genre-Projekt „Liberté“ im Funkhaus Berlin verabschiedet. Mit Ende seiner Amtszeit wurde er zum Ehrendirigenten des Chores ernannt; er bleibt dem Ensemble als Gastdirigent verbunden. Als sein Nachfolger wirkt seit Beginn der Saison 2015/16 Gijs Leenaars als Chefdirigent.
Tourneen führten den Chor unter anderem nach Australien, England, Frankreich, USA, Niederlande, Spanien, Schweiz, Monaco und Japan. Eine besondere Verbundenheit hat der Rundfunkchor Berlin mit dem Orchestre Philharmonique de Monte-Carlo. Dessen Chefdirigent Marek Janowski, welcher auch das Rundfunk-Sinfonieorchester Berlin als Chefdirigent künstlerisch führt, engagiert den Rundfunkchor mehrmals jährlich in Monte Carlo, als Chor des dortigen Orchesters, da Monte Carlo selbst keinen professionellen Chor besitzt. Der Rundfunkchor Berlin sang auch 2005 bei der Krönungszeremonie von Prinz Albert zum Fürsten von Monaco.
Breite Resonanz findet das seit 2003 einmal im Jahr stattfindende Mitsingkonzert, in dem der Chor, nach gemeinsamen Proben, mit bis zu 1000 Amateursängern ein berühmtes Chorwerk zur Aufführung bringt. 2005 war der Rundfunkchor Berlin zur Einweihung der rekonstruierten Frauenkirche in Dresden bei der Uraufführung des Te Deum für Soli, Chor und Orchester von Siegfried Matthus (1934–2021) beteiligt. Im Frühjahr 2006 begann die zweite Education-Zusammenarbeit mit Simon Rattle und den Berliner Philharmonikern. Nach Ravels Daphnis & Chloé 2006 folgte Orffs Carmina Burana. Der Rundfunkchor studierte dabei mit Jugendlichen den Chorpart ein, während Choreograph Royston Maldoom mit anderen Schülern den Tanzpart einstudierte. Aufgeführt wurde das Tanzprojekt Carmina Burana im Mai 2006 in der Arena Berlin. Im September 2006 wurde vom Rundfunkchor Berlin der LeaderChor Berlin gegründet, der aus Führungskräften besteht und einmal jährlich projektweise zusammentritt.

## Auszeichnungen
- Grammy Award

2011
2010 – 53rd Annual Grammy Awards
Best Opera Recording:
Kaija Saariaho: L’amour de loin. (Harmonia Mundi)
Kent Nagano, Rundfunkchor Berlin, Deutsches Symphonie-Orchester Berlin
2009
2008 – 51st Annual Grammy Awards
Best Choral Performance:
Igor Strawinsky: Psalmensinfonie. (EMI Classics/EMI)
Simon Halsey, Simon Rattle, Rundfunkchor Berlin, Berliner Philharmoniker
2008
2007 – 50th Annual Grammy Awards
Best Choral Performance:
Johannes Brahms: Ein deutsches Requiem. (EMI Classics/EMI)
Simon Halsey, Simon Rattle, Rundfunkchor Berlin, Berliner Philharmoniker
- Diapason d’or

2009
Ernst Pepping: Passionsbericht des Matthäus. (Coviello CLASSICS)
Rundfunkchor Berlin, Stefan Parkman
- Echo Klassik Deutscher Musikpreis

2010
Sinfonische Einspielung des Jahres (20. – 21. Jahrhundert):
Hans Werner Henze: Sinfonie Nr. 9. (WERGO)
Rundfunkchor Berlin, Rundfunk-Sinfonieorchester Berlin, Marek Janowski
2009
Chorwerk-Einspielung des Jahres (Chor/Ensemblemusik 20. – 21. Jahrhundert) a cappella:
Ernst Pepping: Passionsbericht des Matthäus. (Coviello CLASSICS)
Rundfunkchor Berlin, Stefan Parkman
2009
Chorwerk-Einspielung des Jahres (Chor/Ensemblemusik 20. – 21. Jahrhundert) Accompagnato:
Igor Stravinsky: Psalmensinfonie, Sinfonie in C, Sinfonie in drei Sätzen (EMI Classics/EMI)
Rundfunkchor Berlin, Berliner Philharmoniker, Simon Rattle
2007
Chorwerk-Einspielung des Jahres:
Johannes Brahms: Ein Deutsches Requiem. (EMI Classics/EMI)
Rundfunkchor Berlin, Berliner Philharmoniker, Simon Rattle
2005
Chorwerk-Einspielung des Jahres:
Carl Orff: Carmina Burana. (EMI Classics/EMI)
Rundfunkchor Berlin, Berliner Philharmonisches Orchester, Simon Rattle
2003
Chorwerk-Einspielung des Jahres:
Arnold Schönberg: Gurrelieder. (EMI Classics/EMI)
Rundfunkchor Berlin, MDR-Rundfunkchor Leipzig, Ernst Senff Chor Berlin,
Berliner Philharmonisches Orchester, Simon Rattle
2001
Chorwerk-Einspielung des Jahres:
Paul Hindemith: Lieder – Chöre – Kanons. (Wergo)
Rundfunkchor Berlin, Robin Gritton
2000
Chorwerk-Einspielung des Jahres:
Olivier Messiaen: La Transfiguration de Notre Seigneur Jésus-Christ. (Koch-Schwann)
Rundfunkchor Berlin, NDR Chor, Rundfunk-Sinfonieorchester Berlin, Karl Anton Rickenbacher
1995
Operneinspielung des Jahres:
Modest Mussorgski: Boris Godunow. (Sony Classical)
Rundfunkchor Berlin, Slovak Philharmonic Chorus Bratislava, Tölzer Knabenchor, Berliner Philharmoniker, Claudio Abbado